# 김영성 (1965년)
김영성(1965년  ~ )은 대한민국의 SBS의 아나운서 출신 전직한 보도본부 소속 기자이다.

## 학력
- 마포고등학교 (1980~1984)
- 서울대학교 인문대학 미학과 학사 (1984~1990)

## 경력
- 1991 ~ 1995 SBS 아나운서
- 1995년 SBS 보도본부 기자로 전직함. SBS 스포츠본부 취재CP 기자
- 2008.6 SBS 보도본부 스포츠부 차장
- 2018.12	~	현	SBS 보도본부 스포츠부 부장(2021.1월 부국장급 승진)

## 방송진행
- SBS골프 '골프투데이' 앵커
- SBS스포츠뉴스 주말 남성 앵커. (현재 진행중)